# Enypia perangulata
Enypia perangulata är en fjärilsart som beskrevs av George Duryea Hulst 1896. Enypia perangulata ingår i släktet Enypia och familjen mätare. Inga underarter finns listade i Catalogue of Life.